# پیام درفشان
پیام درفشان (زادهٔ ۱۳۶۰) وکیل  و فعال حقوق بشر ایرانی است. پیام درافشان وکیل دادگستری،  و دبیر کمیسیون حمایت از وکلای کانون وکلا است که وکالت بسیاری از پرونده‌های سیاسی و اقلیت‌ها را بر عهده داشته است. وی ابتدا در سال ۱۳۹۷ برای مدت کوتاهی دستگیر  شد، در تاریخ ۱۹ خرداد ۱۳۹۹ مجدداً بازداشت و به اتهام «تشویش اذهان عمومی » از سوی شعبه بیست و شش  دادگاه انقلاب تهران به دو سال حبس تعزیری و دو سال محرومیت از وکالت محکوم شد.
وی به طور غیابی توسط قاضی افشاری محاکمه و به دو سال و نیم حبس تعزیری و دو سال محرومیت از وکالت محکوم شد که در دادگاه تجدیدنظر نیز تایید شد. پیام درافشان در ۲۰ مهرماه ۱۳۹۹ به مرخصی پزشکی آمد. سعید دهقان اعلام کرد که در دوره مرخصی درمانی با آزادی مشروط او موافقت شده است..  او وکالت زندانیان سیاسی سرشناس و همچنین پرونده بسیاری از خانواده های دادخواه  و اسیب دیده های چشمی و جسمی اعتراضات اخیر ایران در سال 1401 را برعهده داشته است و به‌دلیل فعالیت‌هایی مرتبط با پرونده‌های موکلین خود چندین بار در ایران بازداشت و محاکمه شده است.

## فعالیت
درفشان از وکلایی بود که در اردیبهشت ۱۳۹۷ از بازپرس شعبه دوم دادسرای فرهنگ و رسانه به علت فیلترینگ تلگرام و سلب آزادی شخصی افراد ملت و محروم کردن آنها از حقوق مقرر در قانون اساسی شکایت کرد.
وی محمد مقیسه، رئیس شعبه ۲۸ دادگاه انقلاب را به تخلف در قانون به سبب نپذیرفتن وثیقه برای آزادی موقت نسرین ستوده متهم کرد.
نسرین ستوده، آرش کیخسروی، کاووس سید امامی، محمد جامه‌بزرگ، سحر تبر و ویدا موحد از جملهٔ موکلین سرشناس درفشان بوده‌اند. او از طریق مصاحبه با رسانه‌ها در رابطه با وضعیت موکلین خود به اطلاع‌رسانی می‌پرداخت.

## بازداشت و شکنجه
پیام درفشان روز ۱۸ خرداد ۱۳۹۹ با یورش ۱۷ مامور امنیتی به دفتر وکالت خود در تهران بازداشت شد. در جریان دستگیری این وکیل دادگستری، ماموران اطلاعات سپاه ضمن تجسس کامل دفتر، پرونده موکلین او را نیز ضبط کردند و با خود بردند. سعید دهقان در این رشته توییت نوشته است که «‌پیام درفشان فقط یک فعال حقوق بشر عادی نبود، او دبیر کمیسیون حمایت از وکلای کانون وکلا بود که وظیفه‌اش حمایت از وکلایی است که با مشکلات قضایی و امنیتی مواجه می‌شوند.»
بنا بر آنچه در توییت سعید دهقان آمده است یکی از دلایل بازداشت و بازجویی از پیام درافشان این بوده که چرا وکالت کاووس سید امامی و نسرین ستوده را پذیرفته است .ماموران امنیتی این وکیل شناخته شده را به سلولی در بند ۲ الف نگهداری کرده‌اند که «لامپ‌های بزرگ و همواره روشن داشته و توالتی که به دلیل هواکشی که در آنجا تعبیه شده فضای متعفنی داشته است.»
سعید دهقان تایید کرده است که بازجویی درباره موکلان پیام درافشان در حالی بصورت مدام و در ساعت‌های طولانی در جریان داشته که موضوع پرونده و بازداشت او «نشر اکاذیب در مصاحبه با بی‌بی‌سی فارسی درباره وضعیت نامناسب زندان زنان شهر ری عنوان شده بود. بنا به اطلاع سازمان حقوق بشر ایران، سعید دهقان، وکیل دادگستری و از همکاران پیام درفشان، وکیل و فعال حقوق بشر با انتشار یادداشتی در توییتر شخصی خود، جزییات تکاندهنده‌ای در خصوص بازداشت وی مطرح کرده است. در این یادداشت جزئیاتی از نحوه بازداشت و از انتقال پیام درفشان به یکی از خانه‌های امن، تزریق داروی نامشخص منجر به بروز رعشه، پاره شدن زبان، انتقال به بیمارستان روانپزشکی امین آباد، استفاده از شوک الکتریکی و ضرب و شتم این وکیل حقوق بشری توسط سربازان سازمان زندان‌ها افشا شده است.زندان رجای شهر . او به مدت هشت روز توسط مأموران امنیتی تحت بازجویی قرارگرفت و به سبب مصاحبه با رسانه‌ها در مورد موکلین خود، متهم به تبلیغ علیه نظام شد. درفشان در ۱۵ شهریور هزار و سیصد و نود ونه با قرار وثیقه ۱۱۰ میلیون تومانی آزاد شد.
در ۱۹ خرداد ۱۳۹۹، درفشان در دفتر کارش بازداشت و به مکانی نامعلوم منتقل شد. وی در بازداشتگاه امنیتی ۲ الف سپاه بارها مورد شکنجه قرار گرفت .و به اتهام تشویش اذهان عمومی  توسط دادگاه انقلاب  البته بعدا نیز  این حکم در دادگاه تجدیدنظر استان تهران عینا تایید شد  